# اواکوال (ویرجینیای غربی)
اواکوال(به انگلیسی: Oakvale) شهری در ایالت ویرجینیای غربی کشور ایالات متحده آمریکا است که جمعیت آن در سرشماری سال ۲۰۱۰ میلادی، ۱۲۱ نفر بوده‌است.